# Милош Рнић (фудбалер, 1993)
Милош Рнић (Београд, 10. јуна 1993) српски је фудбалски голман који тренутно наступа за Инђију.

## Каријера
Милош Рнић је рођен у Београду, где је и започео своју голманску каријеру. У сениорском фудбалу дебитовао је за екипу Локомотиве. Са том екипом освојио је прво место на табели Београдске зоне за сезону 2012/13. и изборио пласман у виши степен такмичења. Током наредне сезоне, Рнић је најчешће био први избор пред голом Локомотиве, за коју је забележио 28 наступа у Српској лиги Београд. Клуб је, касније, поново испао из тог такмичења, те је Рнић наредне три сезоне поново бранио у зонском степену такмичења. У међувремену, почетком 2016, Рнић је проглашен за најбољег голмана 24. зимског турнира „Чукарица“. По окончању такмичарске 2016/17, са Локомотивом је по други пут изборио пласман у Српску лигу Београд. Нешто раније, пре краја сезоне, Рнић је потписао за монголски клуб Дерен. Док је део сезоне 2017/18. провео у екипи Локомотиве, Рнић 2018. поново приступио монголском Дерену, а по окончању такмичарске године проглашен је најбољим голманом тамошњег првенства. Почетком 2019, Рнић је тренирао са Радом, док је током зимског прелазног рока појачао екипу Бежаније. У Првој лиги Србије дебитовао је на утакмици 24. кола за сезону 2018/19, одиграној 3. марта 2019, у победи над београдским Синђелићем, резултатом 3 ː 0. Услед одустајања Бежаније од такмичења у Првој лиги Србије, упражњено место попунила је екипа Колубаре, након чега је Рнић прешао у тај тим. За нови клуб дебитовао је на отварању такмичарске 2019/20, у поразу на гостовању крушевачком Трајалу. У Колубари се задржао до краја календарске године, а затим је, почетком 2020, приступио чајетинском Златибору. Лета 2020. године прешао је у Нови Пазар. После годину дана проведених у том клубу, за који је дебитовао у Суперлиги Србије, Рнић је прешао у екипу Бореца из Велеса. Крајем јануара 2022. представљен је као нови играч Инђије.

## Трофеји, награде и признања

### Екипно
Локомотива Београд
- Београдска зона (2) : 2012/13, 2016/17.[4]

Златибор Чајетина
- Прва лига Србије: 2019/20.[19]

### Појединачно
- Најбољи голман Премијер лиге Монголије за 2018. годину.[1]